# چاه غزلباش
چاه غزلباش، روستایی از توابع بخش مرکزی، شهرستان ریگان،دهستان گاوکان، در استان کرمان ایران است.

## جمعیت
این روستا در دهستان گاوکان قرار دارد و براساس سرشماری مرکز آمار ایران در سال ۱۳۸۵، جمعیت آن ۷۲ نفر (۱۸خانوار) بوده‌است.